# فهرست دبیرکل‌های اوپک
این نوشتار حاوی فهرست دبیرکل‌های اوپک از زمان تأسیس تاکنون حاضر است.
| #  | نام                     | کشور              | دوره                           |
| -- | ----------------------- | ----------------- | ------------------------------ |
| ۱  | فؤاد روحانی             | ایران             | ۲۱ ژانویه ۱۹۶۱ – ۳۰ آوریل ۱۹۶۴ |
| ۲  | عبدالرحمن البزاز        | عراق              | ۱ مه ۱۹۶۴ – ۳۰ آوریل ۱۹۶۵      |
| ۳  | اشرف لطفی               | کویت              | ۱ مه ۱۹۶۵ – ۳۱ دسامبر ۱۹۶۶     |
| ۴  | محمد صالح جوخدار        | عربستان سعودی     | ۱ ژانویه ۱۹۶۷ – ۳۱ دسامبر ۱۹۶۷ |
| ۵  | فرانسیسکو پارا          | ونزوئلا           | ۱ ژانویه ۱۹۶۸ – ۳۱ دسامبر ۱۹۶۸ |
| ۶  | الریخ سانگر             | اندونزی           | ۱ ژانویه ۱۹۶۹ – ۳۱ دسامبر ۱۹۶۹ |
| ۷  | عمر البدری              | لیبی              | ۱ ژانویه ۱۹۷۰ – ۳۱ دسامبر ۱۹۷۰ |
| ۸  | نادم الباجانی           | امارات متحده عربی | ۱ ژانویه ۱۹۷۱ – ۳۱ دسامبر ۱۹۷۲ |
| ۹  | عبدالرحمن خنه           | الجزایر           | ۱ ژانویه ۱۹۷۳ – ۳۱ دسامبر ۱۹۷۴ |
| ۱۰ | M.O. Feyide             | نیجریه            | ۱ ژانویه ۱۹۷۵ – ۳۱ دسامبر ۱۹۷۶ |
| ۱۱ | علی جیاده               | قطر               | ۱ ژانویه ۱۹۷۷ – ۳۱ دسامبر ۱۹۷۸ |
| ۱۲ | رنه اورتیز              | اکوادور           | ۱ ژانویه ۱۹۷۹ – ۳۰ ژوئن ۱۹۸۱   |
| ۱۳ | مارک ساتورنین نان ناگما | گابن              | ۱ ژوئیه ۱۹۸۱ – ۳۰ ژوئن ۱۹۸۳    |
| ۱۴ | مانا ال اوتابیا         | امارات متحده عربی | ۱۹ ژوئیه ۱۹۸۳ – ۳۱ دسامبر ۱۹۸۳ |
| ۱۵ | کامل حسن ماغور          | لیبی              | ۱ ژانویه ۱۹۸۴ – ۳۱ اکتبر ۱۹۸۴  |
| ۱۶ | سوبروتو                 | اندونزی           | ۳۱ اکتبر ۱۹۸۴ – ۹ دسامبر ۱۹۸۵  |
| ۱۷ | آرتورو هرناندز یریسانتی | ونزوئلا           | ۱ ژانویه ۱۹۸۶ – ۳۰ ژوئن ۱۹۸۶   |
| ۱۸ | ریلوانو لوکمان          | نیجریه            | ۱ ژوئه ۱۹۸۶ – ۳۰ ژوئن ۱۹۸۸     |
| ۱۹ | سوبروتو                 | اندونزی           | ۱ ژوئیه ۱۹۸۸ – ۳۰ ژوئن ۱۹۹۴    |
| ۲۰ | عبدالله سالم البدری     | لیبی              | ۱ ژوئیه ۱۹۹۴ – ۳۱ دسامبر ۱۹۹۴  |
| ۲۱ | ریلوانو لوکمان          | نیجریه            | ۱ ژانویه ۱۹۹۵ – ۳۱ دسامبر ۲۰۰۰ |
| ۲۲ | علی رودریگز آراکه       | ونزوئلا           | ۱ ژانویه ۲۰۰۱ – ۳۰ ژوئن ۲۰۰۲   |
| ۲۳ | آلوارو سیلوا کالدرون    | ونزوئلا           | ۱ ژوئیه ۲۰۰۲ – ۳۱ دسامبر ۲۰۰۳  |
| ۲۴ | پورنومو یوسجیاتورو      | اندونزی           | ۱ ژانویه ۲۰۰۴ – ۳۱ دسامبر ۲۰۰۴ |
| ۲۶ | احمد الفهد الحمد الصباح | کویت              | ۱ ژانویه ۲۰۰۵ – ۳۱ دسامبر ۲۰۰۵ |
| ۲۶ | ادموند دائوکورو         | نیجریه            | ۱ ژانویه ۲۰۰۶ – ۳۱ دسامبر ۲۰۰۶ |
| ۲۷ | عبدالله سالم البدری     | لیبی              | ۱ ژانویه ۲۰۰۷ – ۳۱ ژوئیه ۲۰۱۶  |
| ۲۸ | محمد بارکیندو           | نیجریه            | ۱ اوت ۲۰۱۶ – ۵ ژوئیه ۲۰۲۲      |
| ۲۹ | هیثم القیس              | کویت              | ۵ ژوئیه ۲۰۲۲ – تاکنون          |